# Holmtjärnen (Södra Finnskoga socken, Värmland)
Holmtjärnen är en sjö i Torsby kommun i Värmland och ingår i Göta älvs huvudavrinningsområde. Sjön är 9,4 meter djup, har en yta på 0,185 kvadratkilometer och är belägen 377,2 meter över havet.

## Delavrinningsområde
Holmtjärnen ingår i det delavrinningsområde (671946-133430) som SMHI kallar för Utloppet av Våtsjön. Medelhöjden är 425 meter över havet och ytan är 22,92 kvadratkilometer. Det finns inga avrinningsområden uppströms utan avrinningsområdet är högsta punkten. Våtsjöån som avvattnar avrinningsområdet har biflödesordning 4, vilket innebär att vattnet flödar genom totalt 4 vattendrag innan det når havet efter 415 kilometer. Avrinningsområdet består mestadels av skog (82 procent). Avrinningsområdet har 2,02 kvadratkilometer vattenytor vilket ger det en sjöprocent på 8,8 procent.